# Slíďák tatarský
Slíďák tatarský (Lycosa singoriensis) je největší evropský pavouk. Společně se sklípkany druhu Macrothele calpeiana a Ischnocolus valentinus je považován za největšího pavouka Evropy, severní Afriky a střední Asie.

## Popis
Jedná se o největšího pavouka Evropy, samice dosahuje velikosti až 35 mm. Samec je menší a měří 14 až 27 mm. Základní zbarvení je šedohnědé, až skoro černé, na hlavohrudi je matně patrná kresba, zadeček nese tmavě zahnuté skvrny a párovité bílé tečky.

## Rozšíření
Vyskytuje se převážně ve východní části Evropy, především ve stepích Ruska a Maďarska. Nejzápadněji se vyskytuje na východním břehu Neziderského jezera. Kdysi se rovněž nacházel na více místech na střední a jižní Moravě, na písčitých březích řek. V polovině dvacátého století úplně vymizel a byl dokonce považován za regionálně vyhynulého, ale od roku 2007 se zde opět začal objevovat. Slíďák tatarský je díky zvýšení své početnosti v posledních desetiletích v České republice zařazen na červený seznam v nejnižší kategorii málo dotčený.

## Způsob života

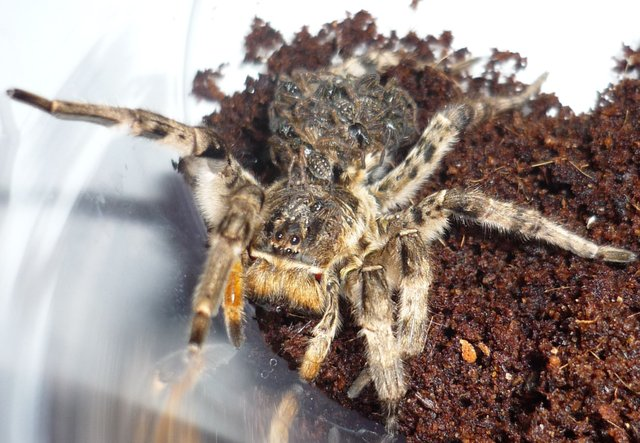
samice s mláďaty

Slíďák tatarský se vyskytuje ve stepních oblastech, které jsou velmi chudé na vegetaci. Vyhrabává si až 50 cm hlubokou a víceméně svislou zemní noru, jejíž vnitřní stěnu vystýlá pavučinou. Ústí nory má průměr zhruba jako myší díra, pavučina přečnívá povrch půdy a je vyztužena spředenými stébly trávy a dalších rostlin. Přes den se pavouk zdržuje ve své noře, večer jí opouští a vydává se na lov. Živí se hmyzem a jinými pavoukovci, člověku je přes svou velikost naprosto neškodný.

## Rozmnožování
K páření dochází časně z jara. V létě si samice zhotoví velký vaječný kokon s několika stovkami vajíček. Vystavuje je slunečním paprskům tak, že sedí v ústí nory hlavou dolů a zadeček s kokonem upevněným ke snovacích bradavkách má částečně vysunutý. Vylíhlá mláďata později pokrývají zadeček matky ve více vrstvách na sobě.

## Chov v zoo
Tento druh nebyl až do května 2019 chován v žádné zoo. První zoo na světě, která jej vystavila, se v neděli 26. 5. 2019 stala Zoo Praha. V tzv. Geosvětě byla do konce června 2019 vystavena samice, která patří k největším známým exemplářům tohoto druhu.